# Herpsilochmus atricapillus
El tiluchí plomizo (Herpsilochmus atricapillus) es una especie de ave paseriforme de la familia Thamnophilidae perteneciente al numeroso género Herpsilochmus. Es nativo de Sudamérica.

## Distribución y hábitat
Se distribuye por el centro sur y este de Brasil (desde Maranhão y Río Grande do Norte hacia el sur hasta Mato Grosso, Mato Grosso do Sul, extremo oeste de Paraná y São Paulo), sureste de Bolivia (desde Santa Cruz hacia el sur a lo largo de la base de los Andes), extremo noroeste de Argentina (Jujuy, Salta) y norte y este de Paraguay (al oriente del río Paraguay).
Esta especie es bastante común y ampliamente diseminada en bosques caducifolios, en galería y de la caatinga, y en bordes de bosques más húmedos; localmente hasta los 1700 m de altitud en Bolivia.

## Sistemática

### Descripción original
La especie H. atricapillus fue descrita por primera vez por el ornitólogo austríaco August von Pelzeln  en 1868 bajo el mismo nombre científico; localidad tipo «Porto do Río Paraná (probablemente = União), São Paulo, Brasil».

### Etimología
El nombre genérico masculino «Herpsilochmus» proviene del griego «herpō»: reptar, arrastrarse y «lokhmē»: matorral, chaparral; significando «que se arrastra por el matorral»; y el nombre de la especie «atricapillus», del latín «ater»: negro y «capillus»: cabello de la cabeza, significando «de cabello negro».

### Taxonomía
Ya fue tratado como conespecífico con Herpsilochmus pileatus. Se considera que ambos forman parte de un clado que también incluye H. motacilloides y H. parkeri. A pesar de que existen variaciones de plumaje y de vocalización a través de su extensa zona de distribución, no se han descrito subespecies.